# Khalid bin Salman Al Sa'ud
Khālid bin Salmān Āl Saʿūd (in arabo خالد بن سلمان آل سعود‎?; Riyad, 1988) è un principe, ex militare e politico saudita, membro della famiglia reale Āl Saʿūd e Ministro della difesa dal 2022, è stato precedentemente Vice Ministro della Difesa e Ambasciatore negli Stati Uniti per l’Arabia Saudita.

## Biografia
Khalid bin Salman è nato a Riad nel 1988.
Si è laureato in scienze dell'aviazione presso il Collegio aeronautico Re Faysal e ha poi proseguito la sua formazione negli Stati Uniti dove, presso l'Università di Harvard, ha ottenuto un certificato di dirigente di sicurezza nazionale e internazionale. Inoltre ha studiato tecniche di guerra elettronica avanzata a Parigi.
Terminati gli studi si è arruolato nell'Aeronautica militare saudita ed è stato addestrato presso la Columbus Air Force Base nel Mississippi. È poi diventato pilota di F-15 di stanza nella base "Re Abd al-Aziz" a Dhahran. Il principe ha all'attivo circa mille ore di volo e diverse missioni aeree contro lo Stato Islamico. Un infortunio alla schiena lo ha costretto al ritiro dalle operazioni di volo.
In seguito è stato assunto come ufficiale nel Ministero della Difesa. Alla fine del 2016 si è trasferito negli Stati Uniti per lavorare come consulente presso l'ambasciata saudita. Ha anche ripreso gli studi al fine di ottenere un master in studi sulla sicurezza presso l'Università di Georgetown.
Il 22 aprile 2017 il padre lo ha nominato ambasciatore negli Stati Uniti. Il 23 febbraio 2019 è stato nominato vice ministro della difesa.